# Édouard de Bergevin

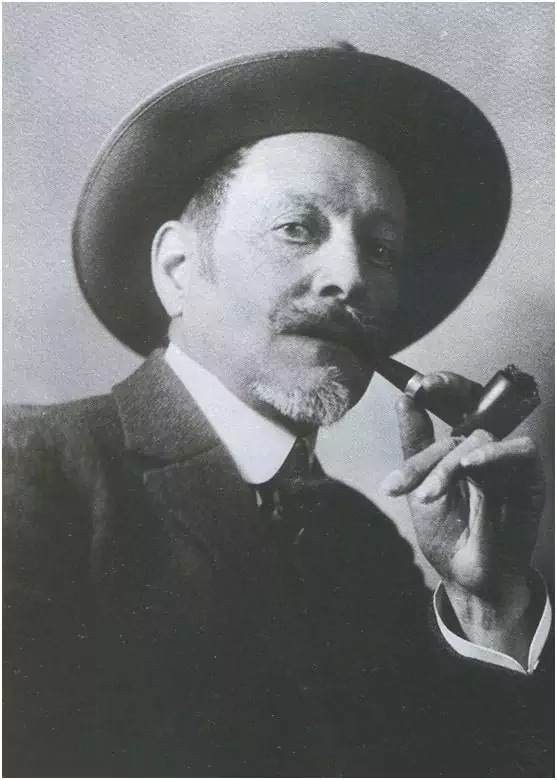

Édouard de Bergevin (* 18. Juli 1861 in Couhé-Vérac; † 6. Dezember 1925 in Rouen) war ein französischer Maler, Zeichner und Illustrator der École de Rouen. Er war der Bruder der französischen Schriftstellerin Colette Yver.

## Leben
Édouard de Bergevin kam als junger Mann nach Rouen und absolvierte das Lycée Pierre-Corneille. Anschließend studierte er an der Akademie für Malerei in Rouen, wo er mit Charles Frechon, Charles Angrand und Joseph Delattre zusammenarbeitete, später in Paris im Atelier von Jean-Léon Gérôme.

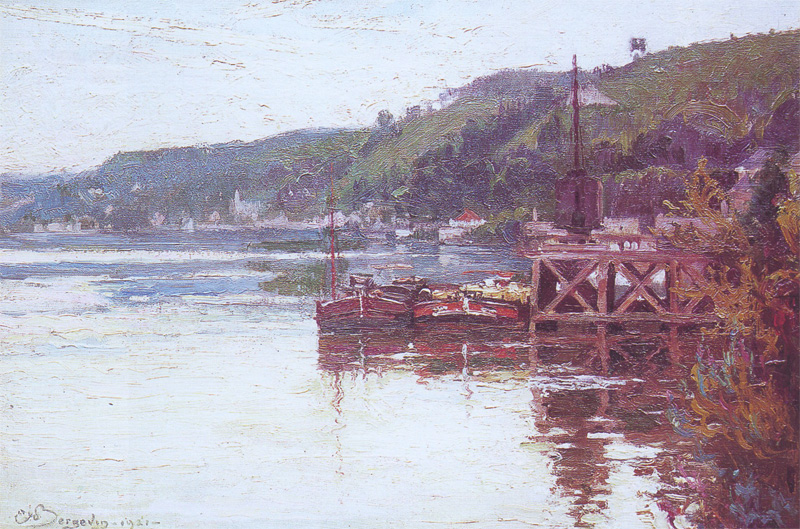
La Seine à Croisset (Die Seine bei Croisset), 1921

Als sehr geschätzter Porträtmaler seiner Zeit, Illustrator und Plakatkünstler war er auch ein feinsinniger Landschaftsmaler. Oft begleitet von seinem Freund Delattre, malte er Landschaften in der Umgebung von Douarnenez, Ansichten von Paris sowie Hafenansichten von Rouen und der Bretagne. Für das Théâtre de l'Omnia schuf er eine große dekorative Komposition mit Nymphen, die auf einer Waldlichtung tanzen. Er entwarf Plakate für die Société Gladiator, Revue normande und Fêtes normandes (1904). Außerdem illustrierte er Bücher der Bibliothèque rose für den Verlag Hachette.
Er ist auf dem Cimetière monumental in Rouen neben seiner Schwester begraben.